# Károly Kisfaludy

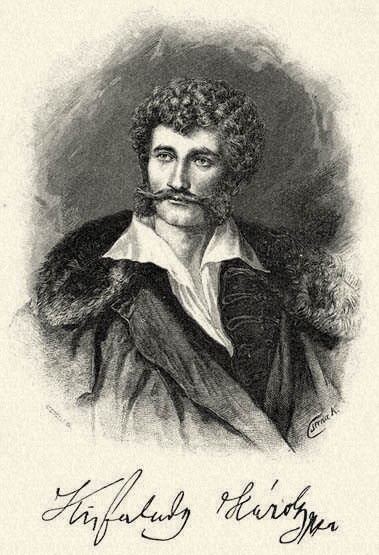
Károly Kisfaludy (retrato de Gusztáv Morelli).

Károly Kisfaludy de Kisfalud (Tét, 5 de febrero de 1788 - Pest, 21 de noviembre de 1830) fue un dramaturgo húngaro del Romanticismo, hermano del también poeta Sándor Kisfaludy. Está considerado como uno de los fundadores del drama nacional húngaro, junto con József Katona.

## Biografía
Nacido en 1788 en una de las familias nobles más antiguas de Transdanubia. Su padre era Mihály Kisfaludy de Kisfalud (1743–1825) juez de los nobles (en húngaro: főszolgabíró) del condado de Győr, y la señora noble Anna Sándorffy (1755–1788). Tras abandonar la escuela con 16 años y luchar sin demasiado brillo como soldado en las guerras napoleónicas, Károly Kisfaludy se dedicó por completo a la pintura -sin éxito- y a la literatura, inspirado por el éxito literario de su hermano Sándor, cercano al círculo de Ferenc Kazinczy. La primera obra teatal de Károly, Los tártaros en Hungría (escrita en 1809, estrenada en 1819) cosechó un gran éxito, tanto en Budapest como en Viena, y estaba claramente influida por la estética romántica del momento. Su trama, de tema histórico, respondía además muy bien a las necesidades del público húngaro, que demandaba asuntos patrióticos para alimentar su creciente identidad nacional. Lo mismo puede decirse de otras obras de Kisfaludy, como Ilka, la muchacha cautiva (1819), Voivode Stibor (1819) o Irene, 1820, así como de sus comedias, en las que se aprecia cierta crítica social (por ejemplo en Los pretendientes, 1817, estrenada en 1819), caracterizada por el enfrentamiento entre una generación joven, liberal y bien educada, y otra mayor, tradicionalista y poco sofisticada.
A comienzos de los años 20, instalado ya como una figura importante de la vida cultural húngara, Kisfaludy funda en Pest la revista Aurora, que se convirtió en el órgano de expresión de los románticos húngaros (el conocido como Círculo Aurora). En ella escribían críticos y poetas como el propio Károly, Ferenc Toldy, József Bajza y Mihály Vörösmarty. Durante esta época, Kisfaludy escribió narraciones generalmente cómicas, así como poesías líricas, entre las que destaca "Mohács" (1824), escrita para conmemorar la Batalla de Móhacs, y que también es un típico producto romántico, aunque menos extremo que sus obras de teatro.
En sus últimos años de vida, escribió algunas comedias, como Desengaños (1826), que todavía son apreciables para el lector o espectador contemporáneo. Murió en Pest el 21 de noviembre de 1830.